# ノーバディ・トールド・ミー
「ノーバディ・トールド・ミー」(英語: Nobody Told Me)は、1983年にリリースされたジョン・レノンの楽曲、およびそのシングルである。レノンの没後にリリースされたアルバム『ミルク・アンド・ハニー』の先行シングルとして発表された。

## 解説
元々はレノンがハウス・ハズバンド生活に入った1976年に作られた「Everybody's Talkin', Nobody's Talkin'」という曲で、この時点でほぼ完成しており、ピアノとドラムマシンのバッキングでデモ・テープが録音されていた。
1980年8月、題名とコーラス部分を変えて、アルバム『ダブル・ファンタジー』のレコーディング・セッションで録音されたが、収録曲からは外れた。
11月、旧友リンゴ・スターから新しいアルバムのために楽曲の提供を依頼されたレノンは、カントリー調の「ライフ・ビギンズ・アット・フォーティー」を書き下ろすとともに本作を提供することを決めた。11月26日、ニューヨークにやってきたスターに新たに録音したデモ・テープを渡し、年明け1月14日にレノンのプロデュースによるこれらの曲のレコーディングを行うことを約束して二人は別れた。しかし12月8日、レノンが銃撃されて亡くなったため、この約束が果たされることは永遠になかった。結局スターはレコーディングを断念したため、この時点で陽の目を見ることはなかった。
1983年、オノ・ヨーコは『ダブル・ファンタジー』に収録されなかった曲を中心にコンピレーション・アルバム『ミルク・アンド・ハニー』を制作、本作を収録するとともに、自作の「オー・サニティ」をカップリング曲としてシングルをリリースした。アメリカのビルボード誌では、1984年3月3日に週間ランキング最高位の第5位を獲得、年間ランキングは第79位となった。
1990年にボックス・セット『レノン』がリリースされた際にも収録され、「アイム・ステッピング・アウト」とのカップリングでシングルがリリースされた。その後も多くのコンピレーション・アルバムやボックス・セットに収録された。1998年リリースのボックス・セット『ジョン・レノン・アンソロジー』にはアウトテイクが収録された。また、2020年リリースのコンピレーション・アルバム『ギミ・サム・トゥルース.』では新たにリミックス、リマスタリングされたバージョンが収録された。
1983年のシングル発売時にはレノンの過去の映像を使ったPVが製作された。2003年のDVD『レノン・レジェンド』では、オープニングに「イマジン」セッション時のリハーサル映像を挿入し、ジョンのカウントから歌に入り、ニューヨーク時代の映像を中心にしたものが新たに制作された。
歌詞の中の「There’s a little yellow idol to the north of Katmandu (カトマンズの北に小さな黄色い偶像がある)」は、J・ミルトン・ヘイズの有名な詩「黄色い神の緑の眼」の冒頭の一節の引用である。
また、「There's UFOs over New York and I ain't too surprised (ニューヨークの上空にUFOがいても俺はあまり驚かない)」は、1974年のアルバム『心の壁、愛の橋』の付属ブックレットに書かれた「1974年8月23日の夜に未確認飛行物体(UFO)を見た」というレノンの主張に基づいている。
さらにコーラス部分の「Nobody told me there'd be days like these～(こんな日々があるなんて誰も教えてくれなかった)」は、アメリカの女性グループ、シュレルズの1961年のヒット曲「ママ・セッド」の一節「Mama said there'll be day like this (ママはこんな日もあるって言ってた)」を念頭に置いたものと言われている。

## 収録曲

### オリジナル・シングル盤
| #         | タイトル                                       | 作詞・作曲     | リード・ボーカル | 時間 |
| --------- | ---------------------------------------------- | -------------- | ---------------- | ---- |
| 1.        | 「ノーバディ・トールド・ミー」(Nobody Told Me) | ジョン・レノン | ジョン・レノン   | 3:34 |
| 2.        | 「オー・サニティ」(O' Sanity)                  | オノ・ヨーコ   | オノ・ヨーコ     | 1:04 |
| 合計時間: | 合計時間:                                      | 合計時間:      | 合計時間:        | 4:38 |

### 日本盤
| #         | タイトル                                       | 作詞・作曲     | リード・ボーカル | 時間 |
| --------- | ---------------------------------------------- | -------------- | ---------------- | ---- |
| 1.        | 「ノーバディ・トールド・ミー」(Nobody Told Me) | ジョン・レノン | ジョン・レノン   | 3:34 |
| 2.        | 「ユア・ハンズ」(Your Hands)                   | オノ・ヨーコ   | オノ・ヨーコ     | 3:04 |
| 合計時間: | 合計時間:                                      | 合計時間:      | 合計時間:        | 6:38 |

### 1990年再発盤
| #         | タイトル                                           | 作詞・作曲     | リード・ボーカル | 時間 |
| --------- | -------------------------------------------------- | -------------- | ---------------- | ---- |
| 1.        | 「ノーバディ・トールド・ミー」(Nobody Told Me)     | ジョン・レノン | ジョン・レノン   | 3:34 |
| 2.        | 「アイム・ステッピング・アウト」(I'm Stepping Out) | ジョン・レノン | ジョン・レノン   | 4:06 |
| 合計時間: | 合計時間:                                          | 合計時間:      | 合計時間:        | 7:40 |

## 参加ミュージシャン
- ジョン・レノン - ヴォーカル、リズム・ギター
- アール・スリック - リード・ギター
- ヒュー・マクラッケン - リード・ギター
- トニー・レヴィン - ベース
- ジョージ・スモール - キーボード
- アンディ・ニューマーク - ドラム
- アーサー・ジェンキンス - パーカッション

## チャート
| Chart (1984)                    | Peak position |
| ------------------------------- | ------------- |
| Australia (Kent Music Report)   | 6             |
| Canada RPM Top Singles          | 4             |
| Germany                         | 55            |
| Italy (Musica e Dischi)         | 20            |
| Netherlands                     | 13            |
| Norway                          | 7             |
| アイルランド (IRMA)             | 5             |
| UK Singles (OCC)                | 6             |
| US Billboard Hot 100            | 5             |
| US Billboard Adult Contemporary | 11            |
| US Cash Box Top 100             | 6             |

| Chart (1984)                   | Rank |
| ------------------------------ | ---- |
| Australia (Kent Music Report)  | 81   |
| Canada                         | 44   |
| US Top Pop Singles (Billboard) | 81   |
| US Cash Box                    | 47   |